# Käferkeller

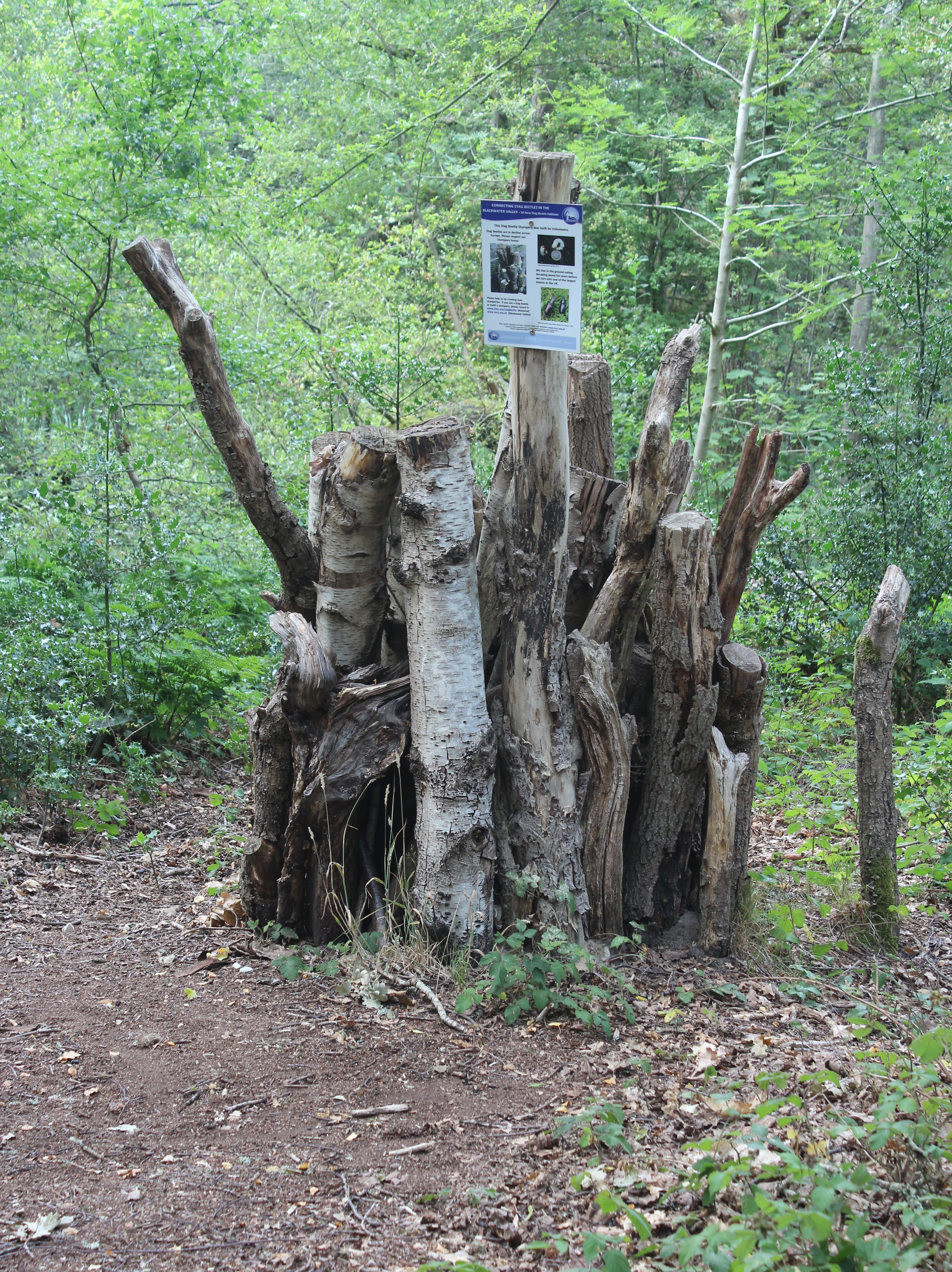
Eine Käferburg in Südengland, die dem Hirschkäfer einen künstlichen Lebensraum bietet

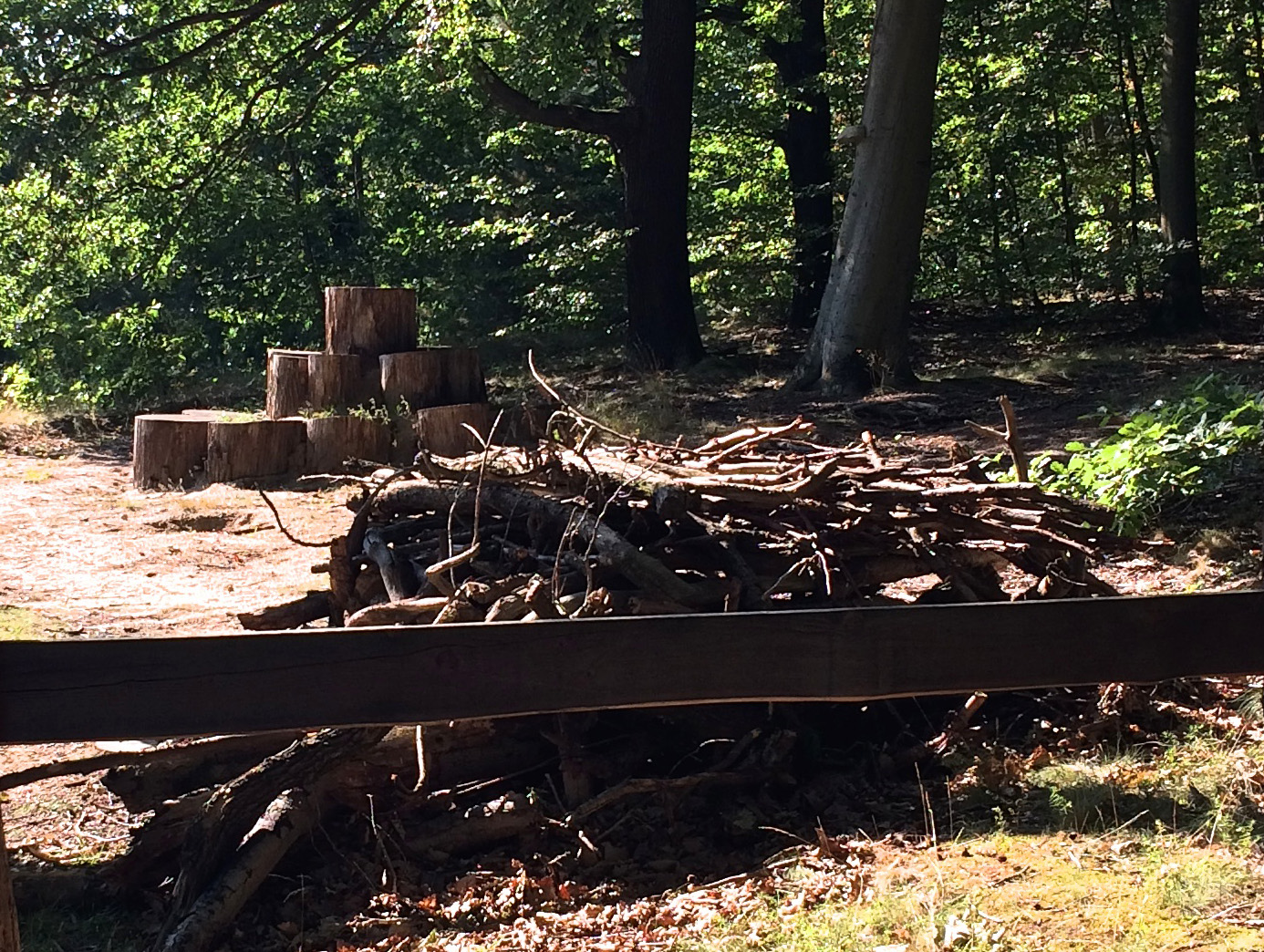
Totholzhaufen und Käferkeller aus teilweise eingegrabenem Totholz

Käferkeller, auch Käferburg oder Käferlarvenburg, bezeichnet einen künstlich angelegten Lebens- und Nistbereich für totholz- und holzmulmbesiedelnde Insekten, insbesondere Käfer, aber auch andere Tiere wie Hautflügler, Amphibien sowie für holzzersetzende Pilze. Er besteht aus teilweise ins Erdreich eingegrabenem Totholz.
Als Biotopholz umfasst ein Käferkeller idealerweise Totholz in all seinen Erhaltungszuständen. Der aus dem Erdreich herausstehende Teil bietet als seltenes stehendes Totholz eine größere Vielfalt an Standortfaktoren und ist daher ökologisch wertvoller als liegendes.

## Anlegen eines Käferkellers
Nach dem Ausheben einer mindestens 1 Quadratmeter großen und mindestens 60 cm tiefen Grube kann bei wenig durchlässigen Böden noch eine Drainageschicht aus Kies oder Tonscherben eingebracht werden. Anschließend werden Abschnitte von Baumstämmen oder Ästen senkrecht in die Grube gestellt, so dass diese einige Zentimeter bis zu über einem Meter über das Erdreich herausstehen. So entstehen unterschiedliche Feuchtigkeits- und Klimazonen innerhalb der Käferburg. Die Zwischenräume werden zum Beispiel mit Zweigen, kleineren Ästen, Holzhackschnitzeln und Sägespänen aufgefüllt. Dabei sollte nach Möglichkeit Laubholz unterschiedlicher Verrottungsgrade verwendet werden.
Als Standort sollte nach Möglichkeit ein halbschattiger Platz genutzt werden. Im Umfeld des Käferkellers sollte zudem ein artenreiches Blütenangebot heimischer Wildpflanzen geschaffen werden.
Als Ergänzung zum stehenden Totholz der Käferburg kann liegendes Totholz angeboten werden. Dieses sollte jedoch eher schattig liegen, um ein Austrocknen zu verhindern.

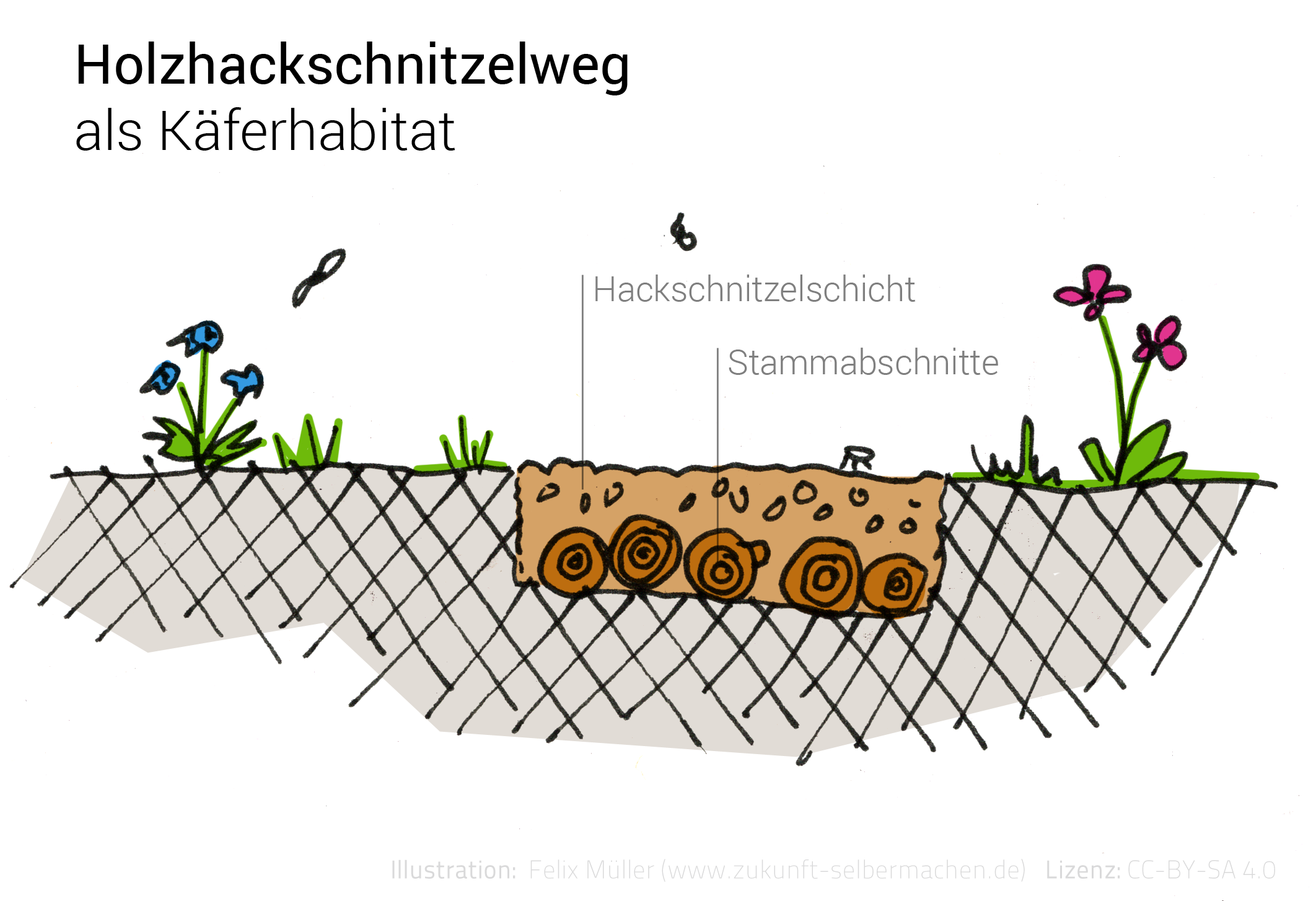
Holzhackschnitzelweg als Käferhabitat

Eine, wenn auch weniger artenreiche, Alternative zum Käferkeller ist das Anlegen von Wegen aus Holzhackschnitzeln. Diese sollten eine Einbauhöhe von mindestens 20 cm haben und keine Drainageschicht besitzen, um das Verrotten zu befördern. Ein regelmäßiges Nachfüllen von Hackschnitzeln ist nötig um abgebautes Material zu ersetzen. Bei ausreichender Aufbauhöhe, können auch liegende Stamm- oder Astabschnitte unter den Hackschnitzeln verbaut werden.

## Pflege eines Käferkellers
Der Käferkeller ist durch den Einbau auch frischen Holzes auf viele Jahre angelegt. Die notwendige Pflege beschränkt sich auf das Nachfüllen von Kleinmaterial, wenn das bisherige Füllmaterial abgebaut oder zusammengesackt ist.
In Europa benötigen die meisten Käferarten ein Jahr, um ihren gesamten Lebenszyklus von der Larve bis zum Käfer zu durchleben. Es gibt aber sowohl Arten, die in einem Jahr mehrere Generationen hervorbringen, als auch solche, bei denen eine Generation mehrere Jahre für ihre Entwicklung benötigt. 
Besonders auffällige Arten die in Käferkellern vorkommen können, sind der seltene Hirschkäfer und der deutlich häufigere Nashornkäfer. Die Entwicklung beider Arten, von der Larve bis zum fertigen Käfer, beträgt mehrere Jahre.

## Stumpery

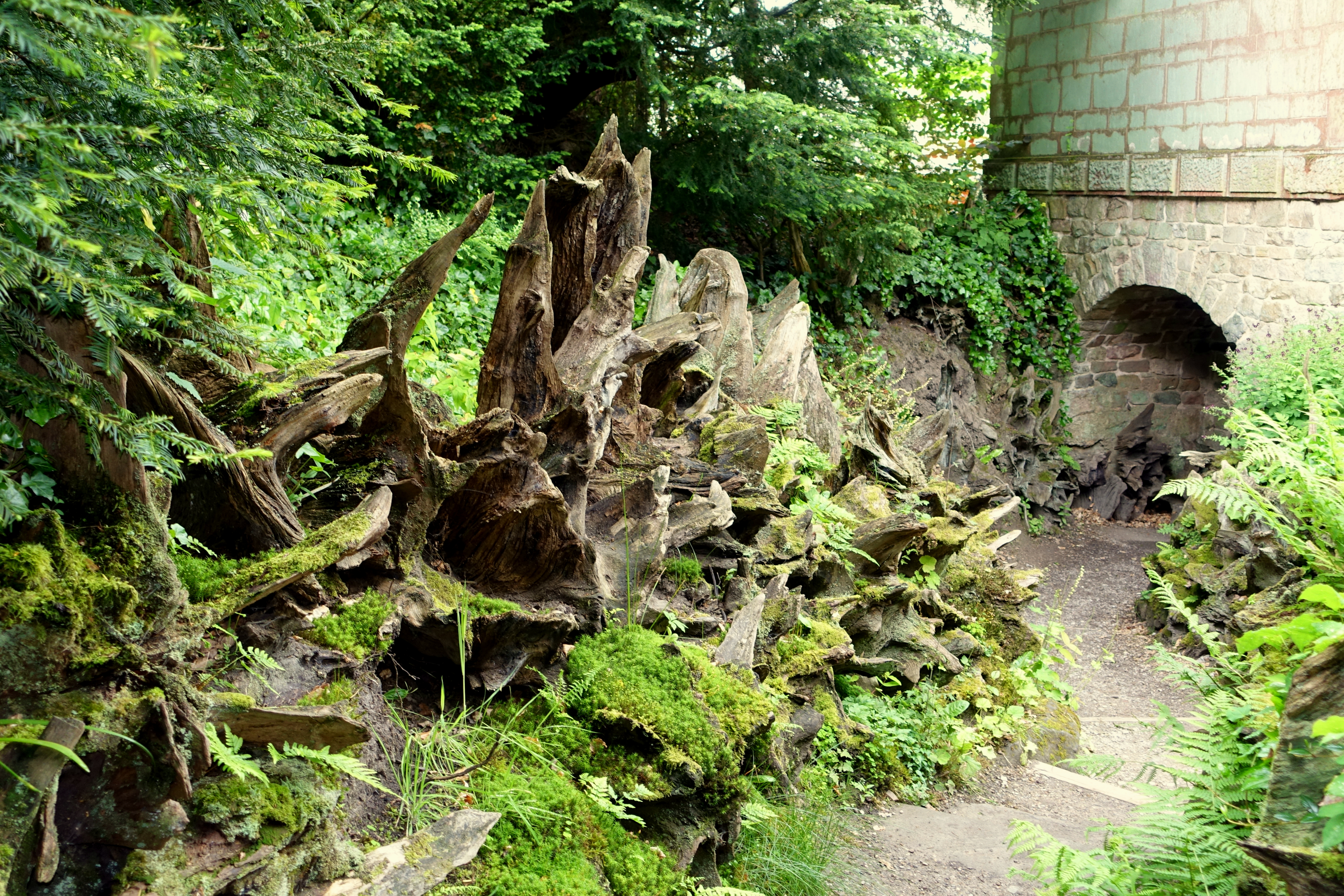
Stumpery in Staffordshire, England

In traditionellen englischen Gärten werden gerne sogenannte stumperys aus aufgeschichteten, teilweise auch eingegrabenen und bewachsenen Wurzelstöcken als ornamentale Elemente angelegt. Hier steht zwar der gestalterische Aspekt im Vordergrund, die stumperys bieten aber, als Gartenelement zwischen einem Totholzhaufen und einer Käferburg, auch Lebensraum für zahlreiche Käfer und Tiere.